# Мао Цзэдун
Ма́о Цзэду́н (кит. трад. 毛澤東, упр. 毛泽东, пиньинь Máo Zédōng, палл. Мао Цзэдун; 26 декабря 1893, Шаошань — 9 сентября 1976, Пекин) — китайский коммунистический революционер, политический, государственный и партийный деятель; основатель Китайской Народной Республики, которую он возглавлял в качестве председателя Китайской коммунистической партии с момента создания Китайской Народной Республики в 1949 году вплоть до своей смерти в 1976 году. Идеологически он был марксистом-ленинцем, его теории, военные стратегии и политика известны под общим названием маоизм.
Мао был сыном зажиточного крестьянина в Шаошане, Хунань. В начале своей жизни он поддерживал китайский национализм и придерживался антиимпериалистических взглядов, особое влияние на него оказали события Синьхайской революции 1911 года и Движения Четвёртого мая 1919 года. Позже он принял марксизм-ленинизм, работая библиотекарем в Пекинском университете, и стал одним из основателей Коммунистической партии Китая, возглавив восстание «Осеннего урожая» в 1927 году. Во время гражданской войны в Китае между Гоминьданом и Коммунистической партией Китая Мао помог основать Китайскую рабоче-крестьянскую Красную армию, возглавил радикальную политику земельной реформы Совета Цзянси и в конечном итоге стал главой Коммунистической партии Китая во время Северо-западного похода. Хотя во время Второй китайско-японской войны (1937—1945) Коммунистическая партия Китая временно заключила союз с Гоминьданом в рамках Второго объединённого фронта, гражданская война в Китае возобновилась после капитуляции Японии, и войска Мао разгромили националистическое правительство, которое в 1949 году ушло на Тайвань.
1 октября 1949 года Мао провозгласил создание Китайской Народной Республики, марксистско-ленинского однопартийного государства, контролировавшегося Коммунистической партией Китая. В последующие годы он укрепил свой контроль с помощью китайской земельной реформы против помещиков, кампании по подавлению контрреволюционеров, кампаний «три-анти» и «пять-анти», а также перемирия в Корейской войне, что в совокупности привело к гибели нескольких миллионов китайцев. С 1953 по 1958 год Мао сыграл важную роль в укреплении командной экономики в Китае, разработке первой Конституции Китайской Народной Республики, запуске программы индустриализации и инициировании военных проектов, таких как проект «Две бомбы, один спутник» и проект 523. В его внешней политике в этот период доминировал китайско-советский раскол, который вбил клин между Китаем и Советским Союзом. В 1955 году Мао начал движение Суфань, а в 1957 году он начал Антиправую кампанию, в ходе которой преследовалось не менее 550 000 человек, в основном интеллектуалы и диссиденты. В 1958 году он начал «Большой скачок», целью которого было быстрое преобразование экономики Китая из аграрной в индустриальную, что привело к самому смертоносному голоду в истории и гибели 15-55 миллионов человек в период с 1958 по 1962 год. В 1963 году Мао начал движение за социалистическое образование, а в 1966 году — «Культурную революцию», программу по устранению «контрреволюционных» элементов в китайском обществе, которая продолжалась 10 лет и была отмечена жестокой классовой борьбой, повсеместным уничтожением культурных артефактов и беспрецедентным возвышением культа личности Мао. Десятки миллионов людей подверглись преследованиям во время Культурной революции, а количество погибших оценивается от сотен тысяч до миллионов. После многих лет плохого здоровья Мао перенёс серию сердечных приступов в 1976 году и умер в возрасте 82 лет. В эпоху Мао население Китая выросло с 550 миллионов до более чем 900 миллионов человек, в то время как правительство не проводило строгой политики планирования семьи.
Мао считается одной из самых влиятельных фигур двадцатого века, однако он остаётся противоречивой фигурой как в Китае, так и за его пределами. Помимо политики, Мао также известен как теоретик, военный стратег и поэт. В заслугу Мао ставят превращение Китая из полуколонии в ведущую мировую державу, где значительно повысилась грамотность, права женщин, базовое здравоохранение, начальное образование и продолжительность жизни. Однако правительство Мао было ответственно за огромное количество смертей, по разным оценкам, от 40 до 80 миллионов жертв голода, преследований, тюремного труда и массовых казней. Во время его руководства Китай принимал активное участие в других азиатских коммунистических конфликтах, таких как война в Корее, война во Вьетнаме и гражданская война в Камбодже.

## Имя
| Имена       | Имена        | Имена      |
| ----------- | ------------ | ---------- |
|             | Имя          | Второе имя |
| Трад.       | 毛澤東       | 潤芝       |
| Упрощ.      | 毛泽东       | 润芝       |
| Пиньинь     | Máo Zédōng   | Rùnzhī     |
| Уэйд-Джайлс | Mao Tse-tung | Jun-chih   |
| Палл.       | Мао Цзэдун   | Жуньчжи    |

Имя Мао Цзэдуна состояло из двух частей — Цзэ-дун. Цзэ имело двойное значение: первое — «влажный и мокрый», второе — «милость, добро, благодеяние». Второй иероглиф — «дун» — «восток». Имя целиком означало «Облагодетельствующий Восток». Одновременно ребёнку по традиции дали и неофициальное имя. Оно должно было использоваться в особых случаях как величательно, уважительное «Юнчжи». «Юн» означает воспевать, а «чжи» — или, точнее, «чжилань» — «орхидея». Таким образом второе имя означало «Воспетая орхидея». Вскоре второе имя пришлось заменить: в нём отсутствовал с точки зрения геомантии знак «вода». В итоге второе имя получилось похожим по смыслу на первое: Жуньчжи — «Орошённая водой орхидея». При несколько ином написании иероглифа «чжи» имя Жуньчжи приобретало и ещё один символический смысл: «Облагодетельствующий всех живущих». Но великое имя, хотя и отражало чаяния родителей блистательного будущего для своего сына, однако являлось также и «потенциальным вызовом судьбе», поэтому в детстве Мао звали скромным уменьшительным именем — Ши сань я-цзы («Третий ребёнок по имени Камень»).

## Биография

### Ранние годы
Мао Цзэдун родился 26 декабря 1893 года в селе Шаошань уезда Сянтань Чаншаской управы провинции Хунань, неподалёку от столицы провинции, города Чанша. Отец Цзэдуна, Мао Ичан (1870—1920), принадлежал к мелким землевладельцам, и семья его была достаточно обеспеченной. Строгий нрав отца-конфуцианца обусловил конфликты с сыном и одновременно привязанность мальчика к мягкой по характеру матери-буддистке, Вэнь Цимэй (1867—1919). Следуя примеру матери, маленький Мао стал буддистом. Однако в подростковом возрасте Мао отказался от буддизма. Годы спустя он говорил своим приближённым:
Я поклонялся своей матери… Куда бы она ни пошла, я следовал за ней… в храме сжигали благовония и бумажные деньги, отбивали поклоны Будде… Оттого, что моя мать верила в Будду, верил в него и я!

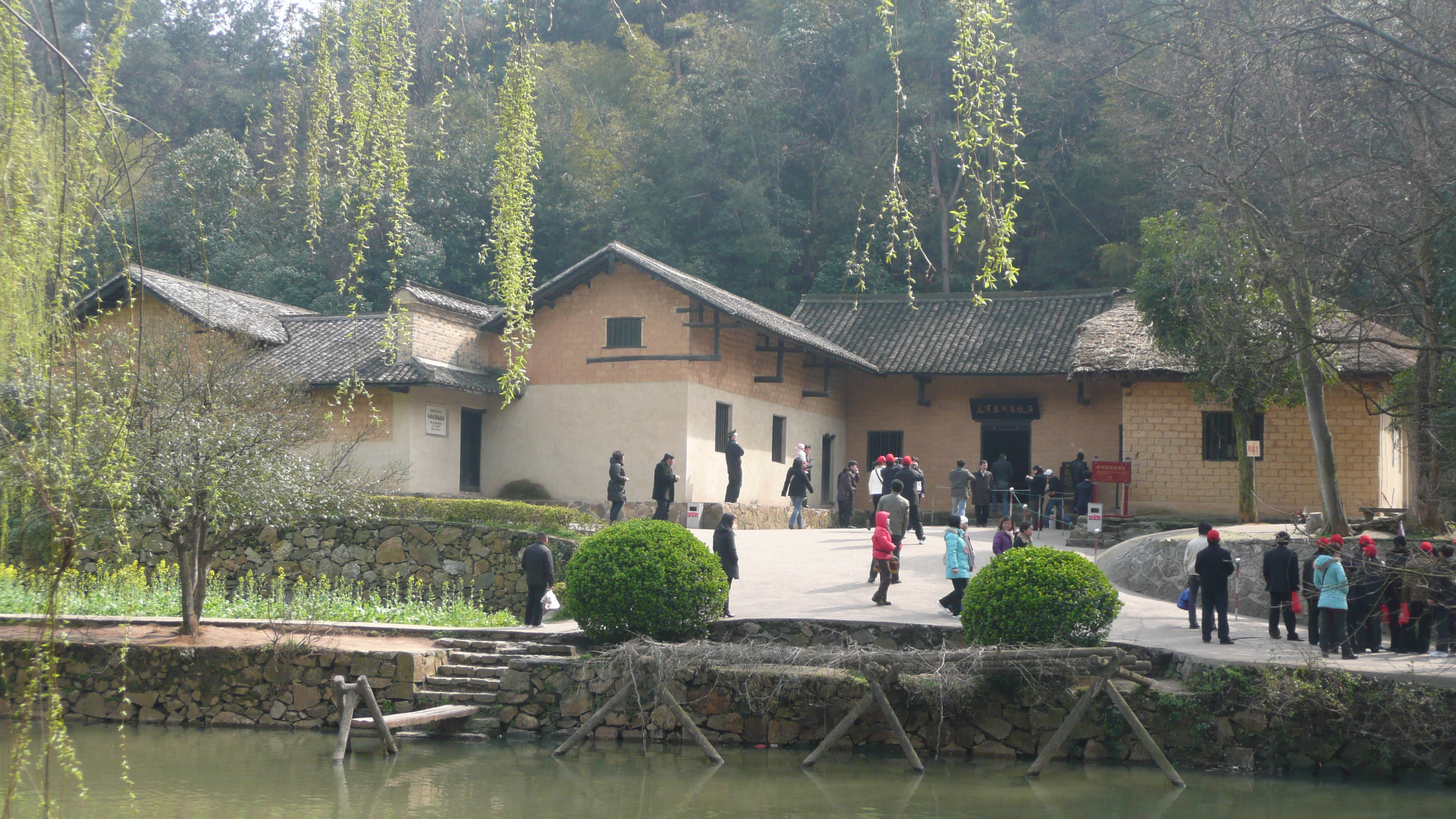
Дом Мао Цзэдуна. Ныне музей

Юный Мао получил классическое начальное китайское образование в местной школе, которое включало в себя знакомство с учением Конфуция и изучение древнекитайской литературы. «Я знал классику, но не любил её», — признавался позже Мао Цзэдун в интервью Эдгару Сноу. Страсть к чтению и нелюбовь к классическим философским трактатам юноша сохранил и после того, как в 13 лет бросил школу (причиной тому был строгий нрав учителя, который применял суровые методы воспитания и часто бил учеников) и вернулся в отчий дом. Мао Ичан воодушевлённо встретил возвращение сына, надеясь, что тот станет ему опорой в домашних делах и ведении хозяйства. Однако его ожидания не оправдались: юный Мао противился любому физическому труду и всё свободное время проводил за чтением книг.
В конце 1907 — начале 1908 года в семье Мао произошёл очередной конфликт между отцом и сыном. На этот раз его причиной была женитьба, которую Мао Ичан устроил для старшего сына. В невесты будущему Председателю была выбрана троюродная сестра Мао — Ло Исю (1889—1910). По словам Мао Цзэдуна, жену он не принял и жить с ней отказался. «Я никогда не жил с ней — ни тогда, ни после. Я не считал её своей женой», — признавался Председатель спустя годы Эдгару Сноу. Вскоре после свадьбы Мао сбежал из дома и около полугода прожил в гостях у одного знакомого безработного студента, там же в Шаошани. Он продолжал увлечённо читать: на это время приходится его знакомство с классической китайской историографией — «Историческими записками» Сыма Цяня и «Историей династии Хань» Бань Гу.
При всей напряжённости отношений с отцом, когда осенью 1910 года юный Цзэдун потребовал от родителя денег на продолжение образования, Мао Ичан не смог отказать и обеспечил сыну обучение в Дуньшанской начальной школе высшей ступени. В школе Мао был встречен враждебно: остальных учеников раздражала его внешность (он имел нетипичный для южанина рост 177 см), происхождение (большинство учеников были сыновьями крупных землевладельцев) и речь (Мао до конца жизни говорил на местном сянтаньском диалекте). Впрочем это не отменяло упорства и старательности, с которыми новый ученик подошёл к занятиям. Мао мог писать хорошие сочинения в классической манере, был прилежен и, как обычно, много читал. Здесь он познакомился с географией и стал читать работы по зарубежной истории. Он впервые узнал о таких известных исторических деятелях, как Наполеон, Екатерина II, Пётр I, Веллингтон, Гладстон, Руссо, Монтескьё и Линкольн. Главными же книгами для него в то время стали издания, рассказывающие о китайских реформаторах Лян Цичао и Кан Ювэе. Их идеи конституционного монархизма оказали огромное влияние на школьника Мао, который полностью принял взгляды лидеров реформаторского движения.

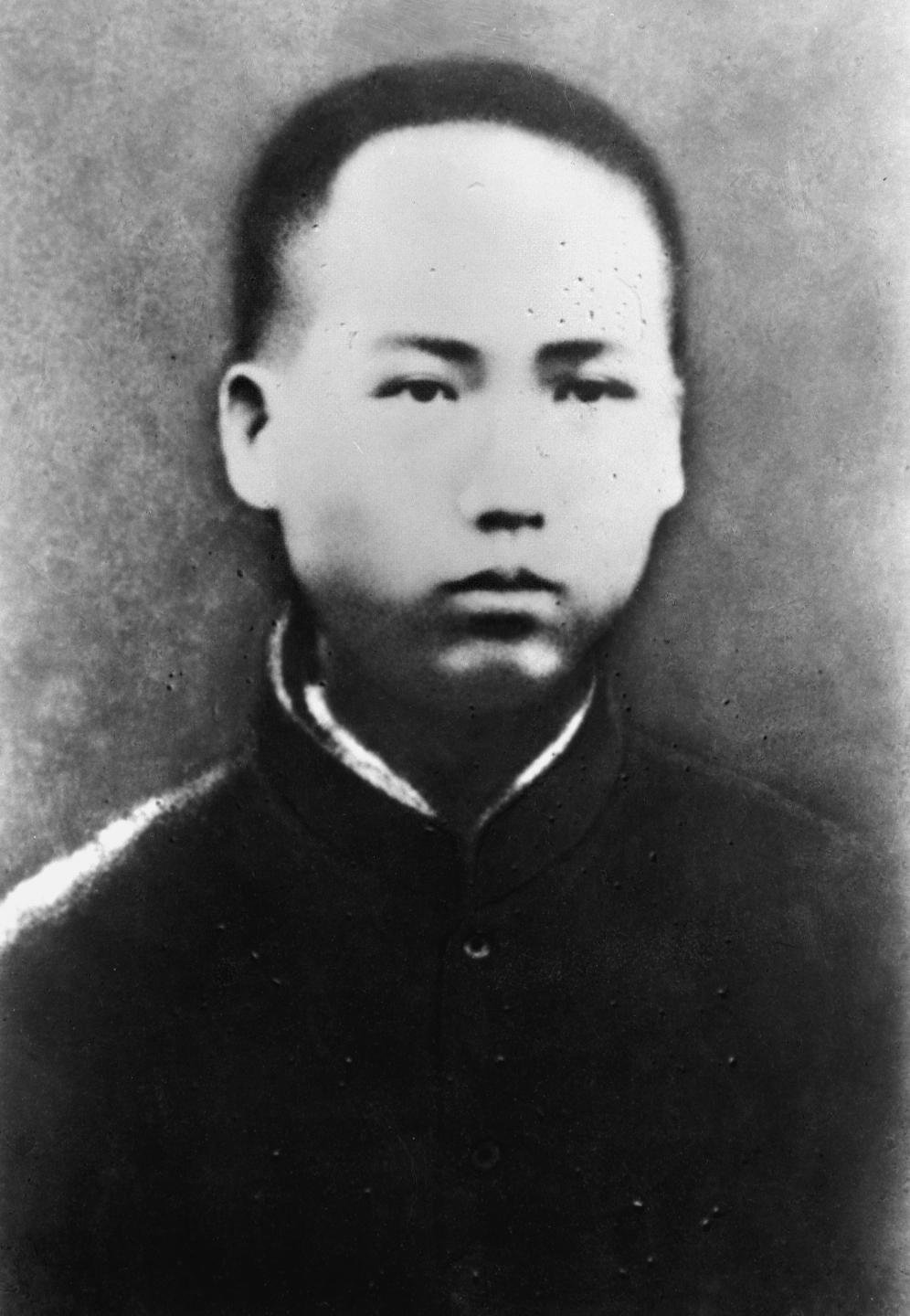
Двадцатилетний Мао в 1913 году

Синьхайская революция застаёт молодого Мао в Чанша, куда тот в возрасте восемнадцати лет перебрался из Дуншани. Юноша становится свидетелем кровопролитной борьбы различных группировок, а также солдатских восстаний, и на короткое время сам примыкает к армии губернатора провинции. Через полгода он покинул армию, чтобы продолжить обучение, на этот раз в Первой провинциальной средней школе в Чанше. Но и здесь он не задержался надолго («Я не любил Первую школу. Её программа была ограниченной, а порядки ужасные»). Мао посвятил себя самообразованию и полгода занимался в Хунаньской провинциальной библиотеке, основное внимание уделяя географии, истории и философии Запада. Однако недовольный беззаботной жизнью Мао Ичан прекратил высылать деньги, пока Мао не обретёт достойное занятие. Сам же юноша зарабатывать на жизнь отказывался и в итоге весной 1913 года был вынужден записаться в студенты только что открытого Четвёртого провинциального педагогического училища города Чанша, позже объединённого с Первым провинциальным педагогическим училищем.
В 1917 году появляется его первая статья в журнале «Новая молодёжь». В училище Мао с друзьями создаёт общество «Обновление народа», программа которого была «смесью конфуцианства с кантианством». Годом позже он по приглашению своего любимого учителя кантианца Ян Чанцзи, назначенного профессором этики Пекинского университета, перебирается в Пекин, где в библиотеке Пекинского университета работает ассистентом Ли Дачжао, ставшего позже одним из основателей Коммунистической партии Китая. В Пекине Мао в числе прочих китайских студентов представилась возможность отправиться на обучение во Францию, к чему он готовился, но впоследствии этим шансом юноша так и не воспользовался: среди многих причин были нелюбовь к физическому труду, которым надо было подрабатывать во Франции, и трудности в изучении иностранных языков. Кроме того, в Пекине молодой Мао нашёл свою любовь — дочь Ян Чанцзи Ян Кайхуэй, которая впоследствии стала его первой настоящей женой.
В Пекине на формирование политических взглядов молодого Мао большое влияние оказало знакомство с Ли Дачжао (сторонником марксизма) и Чэнь Дусю, а также знакомство с идеями анархизма, в частности произведения П. А. Кропоткина. После завершения курсов подготовки к обучению во Франции Мао окончательно пришёл к выводу, что останется в Китае и обустроит свою карьеру здесь.

### Начало политической деятельности

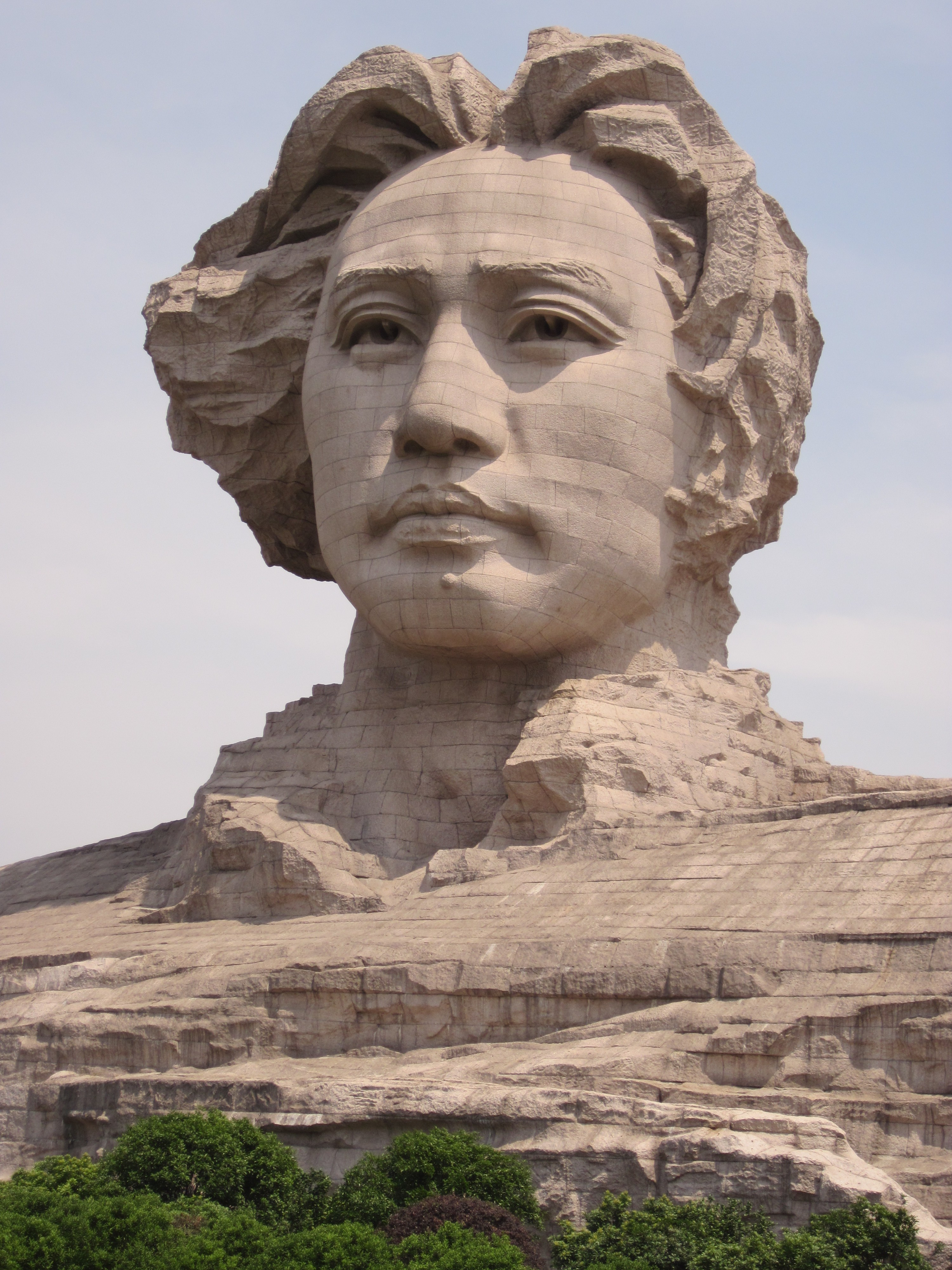
Статуя молодого Мао Цзэдуна в Чанша, воспроизводящая его облик по фотографиям 1925 года

Покинув Пекин в марте 1919 года, молодой Мао (в 26 лет) путешествует по стране, занимается углублённым изучением трудов западных философов и революционеров, живо интересуется событиями в России и принимает активное участие в организации революционной молодёжи Хунани. Зимой 1920 года он посещает Пекин в составе делегации от Национального Собрания провинции Хунань, требующей снятия коррумпированного и жестокого губернатора Чжан Цзинъяо (кит. 張敬堯). Делегация не добилась сколь-нибудь значимых успехов, однако в скором времени Чжан потерпел поражение от Чжао Хэнти (кит. 恒惕) при поддержке У Пэйфу, и был вынужден покинуть Хунань.
Мао покинул Пекин 11 апреля 1920 года и 5 мая того же года прибыл в Шанхай, намереваясь продолжить борьбу за освобождение Хунани из-под власти тирана, а также за упразднение военного губернаторства. Вопреки его собственным, более поздним заявлениям, согласно которым к лету 1920 года он перешёл на коммунистические позиции, исторические материалы свидетельствуют о другом: события в России, общение с приверженцами коммунизма, Ли Дачжао и Чэнь Дусю, имели на Мао большое влияние, однако в то время он всё ещё не мог до конца разобраться в идеологических течениях и окончательно выбрать для себя одно направление. Окончательное становление Мао как коммуниста происходит осенью 1920 года. К тому времени он полностью убедился в политической инертности своих соотечественников и пришёл к выводу, что лишь революция российского образца способна коренным образом изменить ситуацию в стране. Встав на сторону большевиков, Мао продолжил подпольную деятельность, теперь направленную на распространение марксизма ленинского толка. В середине ноября 1920 года он приступил к строительству подпольных ячеек в Чанша: сначала им была создана ячейка Социалистического союза молодёжи, а немного позже, по совету Чэнь Дусю, и коммунистический кружок по типу уже существовавшего в Шанхае.
В июле 1921 года Мао принял участие в учредительном съезде Коммунистической партии Китая. Через два месяца, по возвращении в Чанша, он становится секретарём хунанского отделения КПК. В то же время Мао женится на Ян Кайхуэй, дочери умершего в 1920 году Ян Чанцзи. В течение следующих пяти лет у них рождаются три сына — Аньин, Аньцин и Аньлун.
По причине крайней неэффективности организации рабочих и вербовки новых членов партии в июле 1922 года Мао отстранили от участия во II съезде КПК.
По настоянию Коминтерна КПК была вынуждена вступить в союз с Гоминьданом. Мао Цзэдун к тому времени полностью убедился в несостоятельности революционного движения Китая и на III съезде КПК поддержал эту идею. Поддержав линию Коминтерна, Мао выдвинулся в первые ряды руководителей КПК: на том же съезде он был введён в состав Центрального исполнительного комитета партии из девяти членов и пяти кандидатов, вошёл в узкое Центральное бюро из пяти человек и был избран секретарём и заведующим организационным отделом ЦИК.
Вернувшись в Хунань, Мао активно принялся за создание местной ячейки Гоминьдана. Как делегат от хунаньской организации Гоминьдана он принимал участие в I съезде Гоминьдана, который прошёл в январе 1924 года в Кантоне. В конце 1924 года Мао покинул бурлящий политической жизнью Шанхай и вернулся в родную деревню. К тому времени он был сильно истощён физически и морально. По мнению историка Панцова, его усталость была вызвана парализованной работой шанхайского отделения Гоминьдана, которое практически прекратило работу из-за разногласий между коммунистами и гоминьдановцами, а также из-за прекращения финансирования, поступавшего из Кантона. Мао подал в отставку с поста секретаря оргсекции и попросил отпуск в связи с болезнью. По версии Юн Чжан и Холлидея, Мао сместили с поста, вывели из Центрального комитета и не пригласили на следующий съезд КПК, запланированный на январь 1925 года. Как бы там ни было, Мао действительно покинул свой пост за несколько недель до проведения IV съезда КПК и 6 февраля 1925 года прибыл в Шаошань. Мао прожил в родном доме в Шаошани восемь месяцев. Хотя Мао и не принимал участия в демонстрациях в Чанша и тихо жил в родной деревне, в десятках километров от города, его по-прежнему считали зачинщиком беспорядков. 28 августа губернатор Хунани Чжао Хэнти издал новый приказ об аресте Мао Цзэдуна. Губернатора вывела из себя не столько революционная антиимпериалистическая агитация Мао, сколько организованная им в самом начале августа борьба против местного воротилы по имени Чэн. Дело в том, что в то время в Шаошани случилась засуха, и крестьяне, напуганные возможным неурожаем, обратились к богачу Чэну с просьбой продать им зерно из его запасов. Чэн, понятно, этого делать отнюдь не хотел, так как рассчитывал сбыть зерно по высоким ценам на рынке в городе. Узнав об этом, Мао сразу же созвал совместное заседание комячейки и крестьянского союза. Двое активистов отправились к Чэну на переговоры. Но тому и дела было мало: он уже готовился погрузить зерно на баржу и отплыть с ним в Сянтань. Тогда под предводительством Мао Цзэдуна более ста крестьян, вооружённых мотыгами, коромыслами и бамбуковыми палками, двинулись под покровом ночи к складам «мироеда» Чэна. Они потребовали открыть амбары и продать зерно по доступным ценам. Испугавшись побоев, Чэн уступил. Но обиду на Мао, разумеется, затаил, не поленившись донести об инциденте самому губернатору. Мао решил, что настало время скрыться в Кантоне, где был штаб Гоминьдана. После смерти Сунь Ятсена, его преемником стал человек, которого Мао знал и с которым был в хороших отношениях, — Ван Цзинвэй. Чутье не подвело Мао. Не прошло и двух недель со дня его приезда в Кантон в сентябре 1925 года, как руководитель националистов предложил ему целый ряд ключевых постов. Мао стал заместителем Ван Цзинвэя, руководителем отдела пропаганды и редактором нового журнала националистов — «Политического еженедельника». Чтобы подчеркнуть свою значимость, Мао вошёл в число пяти членов контрольного комитета и принял участие во II съезде Гоминьдана, состоявшемся в январе 1926 года, на котором зачитал один из главных докладов. В ноябре 1925 года, работая на националистов, Мао впервые проявил интерес к проблеме китайского крестьянства. В анкете, которую он заполнял, Мао заявил, что «постоянно уделяет самое пристальное внимание» этим десяткам миллионов. 1 декабря он опубликовал обширную статью о крестьянах в журнале националистов, а месяц спустя написал ещё одну, для первого выпуска националистического журнала «Китайские крестьяне». Этот новый интерес Мао не произрастал из личной склонности; он основывался на срочном распоряжении, поступившем в октябре из Москвы. Согласно этому распоряжению националисты и коммунисты должны были сделать крестьянский вопрос приоритетным. В феврале 1926 года покровитель Мао Ван Цзинвэй выдвинул его в Комитет крестьянского движения при Гоминьдане, а также назначил руководителем Института крестьянского движения. Вскоре после этого Мао отправился в инспекционную поездку по провинции Хунань. К концу поездки, продлившейся тридцать два дня, он претерпел драматическую перемену. Мао сам говорил, что до поездки придерживался умеренной линии и «только после того, как я провел в Хунани более тридцати дней, я совершенно изменил свое отношение». Мао стал публиковаться в журнале Коминтерна, где был помещен его «Хунаньский отчет» . Теперь, спустя почти два года после изгнания, КПК вновь приняла Мао в руководящие ряды. В апреле 1927 года его восстановили в Центральном комитете, хотя и кандидатом без права голоса.
В то время Мао жил в городе Ухань на реке Янцзы, почти в 300 километрах к северо-востоку от Чанша. Он переехал сюда из Кантона вместе со штаб-квартирой националистов, поскольку армия Гоминьдана продвигалась на север. В этот момент главнокомандующий армией Гоминьдана Чан Кайши начал действовать. 12 апреля 1927 года он отдал приказ «очистить» Гоминьдан от коммунистического влияния. Он составил список из 197 коммунистов, включающий имя Мао Цзэдуна. После того как Чан Кайши начал истреблять коммунистов в Шанхае, лидер националистов, Ван Цзинвэй, находившийся в Ухане, после долгих колебаний 15 июля 1927 тоже порвал с КПК и впоследствии объединился с Чан Кайши. Мао вынужден был распрощаться с Ваном и националистами. 7 августа 1927 года на чрезвычайном собрании руководства КПК, проходившем под председательством Ломинадзе, он бросил свою ставшую впоследствии крылатой во всем мире фразу «Винтовка рождает власть». По первоначальному плану, разработанному в Москве, военным подразделениям армии Гоминьдана, перешедшим на сторону коммунистов, предстояло сосредоточиться на южном побережье, чтобы получить там полномасштабное снабжение оружием из России и устроить военную базу. Одновременно с этим был отдан приказ поднять с целью захвата власти крестьянские восстания в провинции Хунань и трёх соседних, где существовали военизированные крестьянские организации.

## Во время гражданской войны

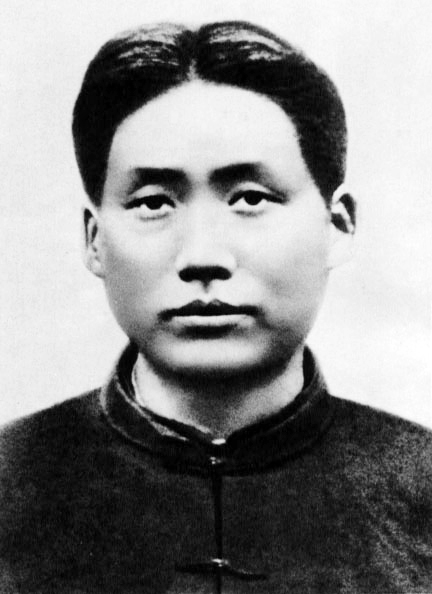
Мао в 1927 году

### Советская Республика в Цзянси
В сентябре 1927 года Мао Цзэдун организует в окрестностях Чанша крестьянское восстание «Осеннего урожая». Восстание подавляется местными властями, Мао, нарушив приказ атаковать Чаншу (за что был снят впоследствии со всех партийных постов), вынужден бежать с остатками своего отряда около 600 человек в горы Цзинганшань на границе Хунани и Цзянси. Мао решил, что там и должна располагаться его база. Отсутствие хороших дорог делало большую часть горных районов Китая недоступными для властей. У Мао имелись связи с одним из известных местных коммунистов, Юань Вэньцаем. Юань и его партнёр, Ван Цзо, имели отряд численностью в 500 человек и хозяйничали на большей части территории одной из двух провинций, Нинган, с населением в 130 тысяч человек. Существовали они за счёт сбора податей с местного населения. После подарка Мао (200 винтовок) Юань не возражал против того, чтобы люди Мао немного побыли на его территории. Условлено было, что бандиты будут их контролировать.
Однако к февралю 1928 года уже Мао стал хозяином положения. Последним шагом к этому стало взятие людьми Мао столицы провинции Нинган 18 февраля и изгнание оттуда правительственных войск — по бандитским масштабам очень значительная победа. В этой битве Мао впервые участвовал в качестве командующего. Отношения Мао с партией возобновились в апреле 1928 года, когда на его территорию прибыло в поисках убежища крупное воинское соединение красных — около тысячи человек из числа выживших наньчанских мятежников. Их армия была разбита. Командовал остатками войска Чжу Дэ. Чжу пришёл к Мао как побежденный, и Мао теперь мог гордиться тем, что спас крупнейшее подразделение коммунистической армии. Когда Чжу Дэ прибыл к Мао 2 мая 1928 года, тот написал письмо в Шанхай, где находился ЦК КПК, потребовав вернуть ему партийный мандат, а также сформировать Чрезвычайный комитет с собой во главе. Письмо из Шанхая о том, что Мао требует вернуть партийный пост, отправили в Москву. Сталин получил его 26 июня 1928 года. Получилось, что именно Мао оказался человеком, лучше всех выполнившим задание Кремля — создать китайскую Красную армию. Как Сталин позже скажет югославам, это был непослушный, но победитель. И каким бы непослушным Мао ни был, он нуждался в партии и нуждался в Москве, что делало его вполне управляемым. Требования Мао были полностью выполнены. К ноябрю 1928 года его уведомили о том, что ему поручается руководство армией Чжу и Мао, а также территорией как самого горного края, так и прилегающей. Это был ключевой момент возвышения Мао — он отстоял свою позицию и перед партией, и перед Москвой.
К тому времени Чан Кайши разгромил пекинское правительство и, учредив столицу в Нанкине, контролировал теперь большую часть страны. Теперь армия Чан Кайши направлялась к Мао. 14 января 1929 года Мао выступил в путь. Правительственные войска дышали им в спину, и армии Мао приходилось вступать с ними в постоянные стычки.
Вскоре атаки Гоминьдана принуждают группы Мао, а также разбитых в ходе Наньчанского восстания Чжу Дэ, Чжоу Эньлая и других военных лидеров КПК, покинуть эту территорию.
В 1929 году, после долгих переселений, коммунисты прочно основываются на западе провинции Цзянси. Там Мао создаёт достаточно сильную советскую республику. Впоследствии он проводит ряд аграрных и социальных реформ — в частности, конфискацию и перераспределение земли, либерализацию прав женщин.
Между тем Компартия Китая переживала тяжёлый кризис. Число её членов сократилось до 10 000, из них лишь 3 % относились к рабочим. Новый лидер партии Ли Лисань, вследствие нескольких серьёзных поражений на военном и идеологическом фронте, а также разногласий со Сталиным, был исключён из ЦК. На этом фоне позиция Мао, делавшего упор на крестьянство и действовавшего в этом направлении относительно успешно, усиливается в партии, несмотря на частые конфликты с партийной верхушкой. Со своими противниками на локальном уровне в Цзянси Мао расправился в 1930—1931 годах с помощью репрессий, в ходе которых многие местные руководители были убиты или брошены в тюрьмы как агенты вымышленного общества «АБ-туаней». Дело «АБ-туаней» стало, по сути, первой «чисткой» в истории КПК.
В то же время Мао пережил личную утрату: агентам Гоминьдана удалось схватить его жену, Ян Кайхуэй. Она была казнена в 1930 году, а несколько позже младший сын Мао Аньлун умирает от дизентерии. Второй его сын от Кайхуэй, Мао Аньин, погиб в ходе Корейской войны.
Осенью 1931 года на территории 10 советских районов Центрального Китая, контролировавшихся Китайской Красной армией и близкими ей партизанами, была создана Китайская Советская Республика. Во главе Временного центрального советского правительства (Совета народных комиссаров) встал Мао Цзэдун.

### Великий поход
К 1934 году силы Чан Кайши окружают коммунистические районы в Цзянси и готовятся к массированной атаке. Руководство КПК принимает решение об уходе из данного района. Операция по прорыву четырёх рядов гоминьдановских укреплений подготавливается и проводится Чжоу Энлаем — Мао в данный момент снова в опале. Главенствующие позиции после отстранения Ли Лисаня занимают «28 большевиков» — группа близких к Коминтерну и Сталину молодых функционеров во главе с Ван Мином, проходивших обучение в Москве. С большими потерями коммунистам удаётся прорваться через заслоны националистов и уйти в горные районы Гуйчжоу. Во время короткой передышки в городке Цзуньи проходит легендарная партийная конференция, на которой партией были официально приняты некоторые тезисы, представляемые Мао; сам он становится постоянным членом политбюро, а группа «28 большевиков» подвергается ощутимой критике.
Партия принимает решение уклониться от открытого столкновения с Чан Кайши путём броска на север, через труднопроходимые горные районы.
Как отмечал Фидель Кастро: «Столкнувшись с намного превосходившими их по численности националистическими силами Чан Кайши, около 100 тысяч китайских бойцов под руководством Мао начали в 1934 году „Великий поход“ в направлении на северо-запад, в обход центра, — они прошли более 6 тысяч километров, более года ведя постоянные бои на протяжении всего пути, что явилось беспрецедентным подвигом и превратило Мао в неоспоримого лидера Партии и Революции в Китае».

### Яньаньский период

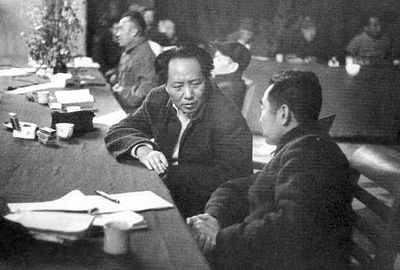
Седьмой съезд КПК. Мао и Чжоу Эньлай

Спустя год после начала Великого похода, в октябре 1935 года Красная армия достигает коммунистического района Шэньси — Ганьсу — Нинся (или, по названию крупнейшего города, Яньань), который решено было сделать новым форпостом Коммунистической партии. В ходе Великого похода во время военных действий, из-за эпидемии, несчастных случаев в горах и болотах, а также из-за дезертирства коммунисты потеряли более 90 % из того состава, что покинул Цзянси. Тем не менее им удаётся быстро восстановить свои силы. К тому времени главной целью партии стала считаться борьба с усиливающейся Японией, которая закрепляется в Маньчжурии и провинции Шаньдун. После того, как в июле 1937 года вспыхнули открытые военные действия, коммунисты, по указанию Москвы, идут на создание единого патриотического фронта с Гоминьданом.
(Подробнее см. «Вторая японо-китайская война»)
После инцидента с Новой 4-й армией отношения Гоминьдана и коммунистов резко ухудшаются. На район Яньаня, где закрепились коммунисты, устанавливается блокада. Из-за тяжёлого финансового положения КПК с одобрения Мао Цзэдуна активно наращивает производство опиума — он стал их основной статьёй экспорта, как минимум в 1940-е годы.
В самом разгаре антияпонской борьбы Мао Цзэдун инициирует движение под названием «чжэнфэн» («упорядочивание стиля работы»; 1942—43). Причиной тому становится резкий рост партии, пополняющейся перебежчиками из армии Чан Кайши и крестьянами, не знакомыми с партийной идеологией. Движение включает в себя коммунистическую индоктринацию новых членов партии, активное изучение трудов Мао, а также кампании по «самокритике», особенно коснувшиеся главного соперника Мао — Ван Мина, в результате чего среди коммунистической интеллигенции фактически подавляется свободомыслие. Итогом чжэнфэн становится полная концентрация внутрипартийной власти в руках Мао Цзэдуна. В 1943 году он избирается председателем Политбюро и Секретариата ЦК КПК, а в 1945 году — председателем ЦК КПК. Этот период становится первым этапом формирования культа личности Мао.
Мао изучает классику западной философии и, в особенности, марксизм. На основе марксизма-ленинизма, некоторых аспектов традиционной китайской философии и, не в последнюю очередь, собственного опыта и идей, Мао удаётся с помощью личного секретаря Чэнь Бода создать и «теоретически обосновать» новое направление марксизма — маоизм. Маоизм задумывался как более прагматичная форма марксизма, которая была бы более приспособлена к китайским реалиям того времени. Главными его особенностями могут быть обозначены однозначная ориентировка на крестьянство (а не на пролетариат), а также великоханьский национализм. Влияние традиционной китайской философии на марксизм в маоистском варианте проявилось в вульгаризации диалектики.

### Победа КПК в гражданской войне

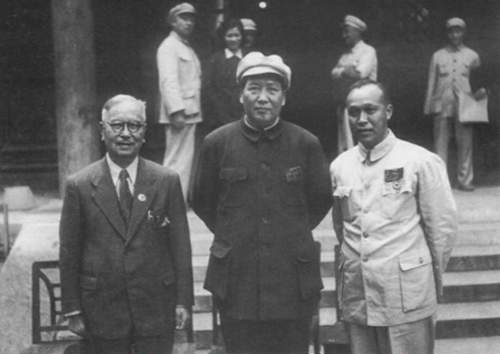
Мао Цзэдун с представителями «хуацяо» в 1949 году

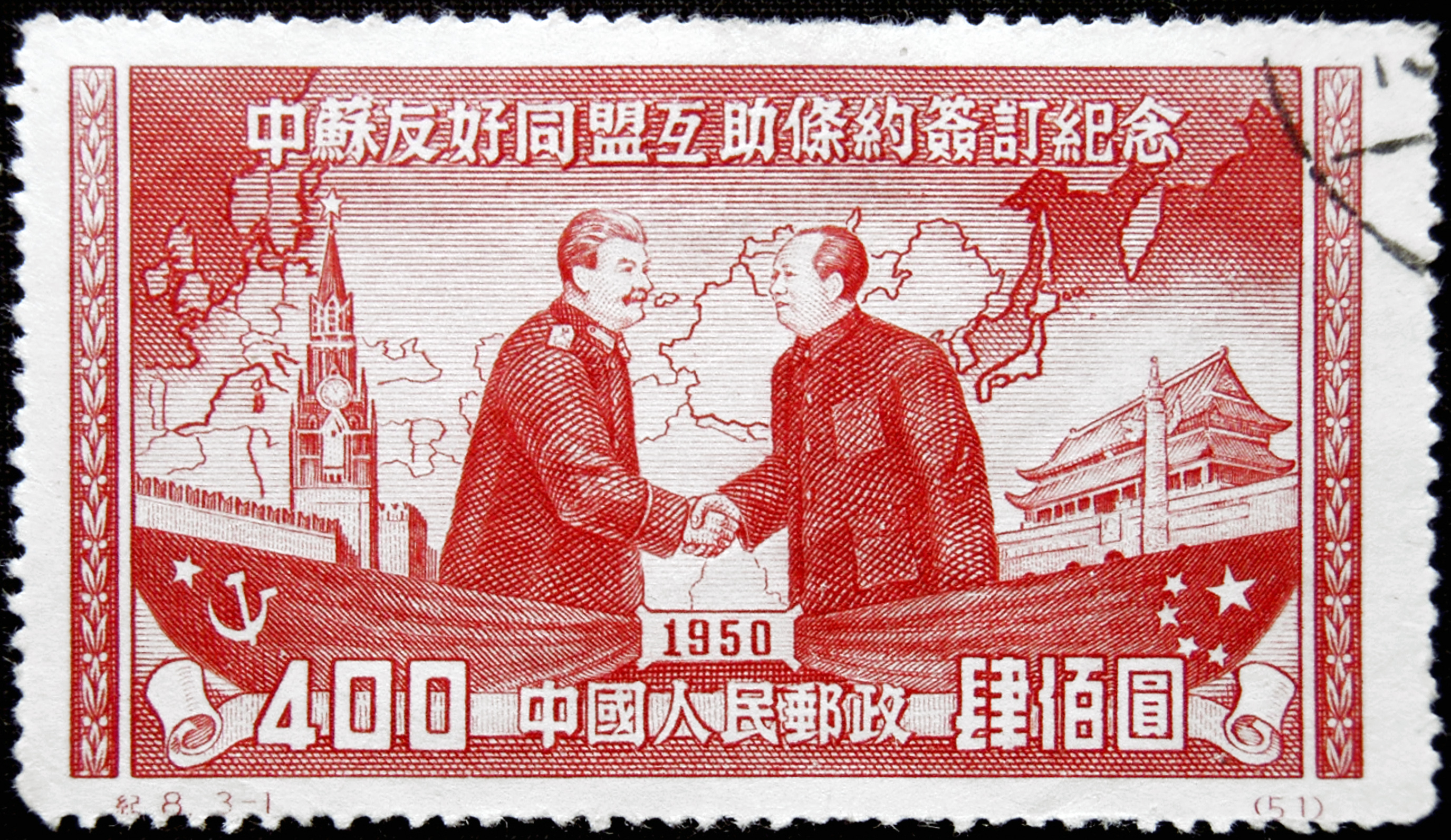
Сталин и Мао Цзэдун (почтовая марка КНР 1950 года)

Мао Цзэдун за несколько дней до открытия первого заседания ВСНП с Далай-ламой и Панчен-ламой. 1954 год

В войне с Японией коммунисты действуют успешнее Гоминьдана. С одной стороны это объяснялось отработанной Мао тактикой партизанской войны, позволявшей успешно оперировать в тылу у противника, с другой же — основные удары японской военной машины принимает на себя армия Чан Кайши, лучше вооружённая и воспринимаемая японцами как основной противник. В конце войны даже предпринимаются попытки сближения с китайскими коммунистами со стороны США, разочаровавшихся в Чан Кайши, терпящим одно поражение за другим.
К середине 1940-х годов все общественные институты Гоминьдана, включая армию, находятся на крайней стадии разложения. Повсеместно процветает неслыханная коррупция, произвол, насилие; экономика и финансовая система страны фактически атрофированы. Категорический отказ Чан Кайши организовывать жизнь в стране после конца войны по демократическим нормам и волна репрессий против инакомыслящих обуславливают полную потерю поддержки Гоминьданом среди населения и даже собственной армии.
19 марта 1947 года Гоминьданом был захвачен город Яньань — «коммунистическая столица». Мао Цзэдуну и всему военному командованию пришлось спасаться бегством. Однако гоминьдановцы не смогли добиться главной стратегической цели — уничтожить основные силы коммунистов и захватить их опорные базы. После этого началась активная фаза гражданской войны, в которой коммунистам удаётся за 2,5 года овладеть всей территорией континентального Китая, несмотря на поддержку Гоминьдана со стороны США. 1 октября 1949 года (ещё до окончания боевых действий в южных провинциях) с ворот Тяньаньмэнь Мао Цзэдун провозглашает образование Китайской Народной Республики со столицей в Пекине. Сам Мао становится председателем правительства новой республики.

## Годы у власти

### Первая пятилетка и кампания «Ста цветов»
Первые годы после победы над Гоминьданом посвящены в основном решению насущных экономических и социальных проблем. Особое значение Мао Цзэдун придаёт аграрной реформе, развитию тяжёлой индустрии и укреплению гражданских прав. Почти все реформы китайские коммунисты проводят по образцу Советского Союза, имевшего в начале 1950-х большое влияние на КНР и оказывавшего ему широкомасштабную экономическую и военную помощь. Маоистами проводится конфискация земли у крупных землевладельцев; в рамках первой пятилетки с помощью специалистов из СССР осуществляется ряд крупных индустриальных проектов. Во внешней политике начало 1950-х годов для Китая ознаменовалось участием в Корейской войне, на которой за 3 года военных действий погибает около миллиона китайских добровольцев, включая сына Мао.
После смерти Сталина и XX съезда КПСС в высших эшелонах власти Китая также возникают разногласия по поводу либерализации страны и допустимости критики по отношению к Партии. Поначалу Мао принимает решение поддержать либеральное крыло, к которому принадлежали Чжоу Эньлай (премьер Госсовета КНР), Чэнь Юнь (зам. председателя КПК) и Дэн Сяопин (генсек КПК). В 1956 году в своей речи «О справедливом разрешении противоречий внутри народа» Мао призывает открыто высказывать своё мнение и участвовать в дискуссиях, бросив лозунг: «Пусть расцветают сто цветов, пусть соперничают сто школ». Председатель Партии не рассчитал, что его призыв вызовет шквал критики в отношении КПК и его самого. Интеллигенция и простые люди резко осуждают диктаторский стиль правления КПК, нарушения прав и свобод человека, коррупцию, некомпетентность, насилие. Таким образом, уже в июле 1957 кампания «Ста цветов» сворачивается, и вместо неё провозглашается кампания против правых уклонистов. Около 520 000 человек, подавших голос протеста во время «Ста цветов», подвергаются арестам и репрессиям, по стране прокатывается волна самоубийств.

### «Большой скачок вперёд»
Несмотря на все усилия, темпы роста китайской экономики в конце 1950-х годов оставляли желать лучшего. Производительность сельского хозяйства регрессировала. Помимо этого, Мао беспокоило отсутствие «революционного духа» в народных массах. К решению этих проблем он решил подойти в рамках политики «Трёх красных знамён», призванной обеспечить «Большой скачок вперёд» во всех областях народного хозяйства и стартовавшей в 1958 году. Чтобы уже через 15 лет достичь объёмов производства Великобритании, предполагалось организовать практически всё сельское (а также, частично, и городское) население страны в автономные «коммуны». Жизнь в коммунах была в крайней степени коллективизирована — с введением коллективных столовых частная жизнь и, тем более собственность были практически искоренены. Каждая коммуна должна была не только обеспечивать себя и окрестные города продуктами питания, но и производить индустриальные продукты, главным образом сталь, которая выплавлялась в маленьких печах на задних дворах членов коммуны: таким образом ожидалось, что массовый энтузиазм восполнит недостаток профессионализма.
Большое значение в продовольственной программе Мао придавал ликвидации во всей стране «четырёх вредителей»: крыс, воробьёв, мух, комаров. В промежутках между сельскохозяйственными работами крестьянское население должно было активно с ними бороться, что привело, в частности, почти к полному истреблению воробьёв.
Политика «Большого скачка» закончилась грандиозным провалом. Качество произведённой в коммунах продукции было крайне низким; обработка коллективных полей шла плохо:
1. крестьяне лишились экономической мотивации в своей работе,
2. много рабочих рук было задействовано в «металлургии»
3. поля оставались необработанными там, где оптимистическая «статистика» предсказывала небывалые урожаи.

Уже через два года производство продуктов питания упало катастрофически. В это время руководители провинций докладывали Мао о небывалых успехах новой политики, провоцируя поднятие планок по продаже зерна и производству «домашней» стали. Критики «Большого скачка», например, министр обороны Пэн Дэхуай, лишались своих должностей. В 1959—1961 годах страну охватил величайший голод, жертвами которого стали, по разным оценкам, от 10 до 45 миллионов человек.

### В преддверии «Культурной революции»

Антиревизионистский плакат времён культурной революции: «Люди всего мира, объединяйтесь для свержения американского империализма! Долой советский ревизионизм! Долой реакционеров всех стран!» (1969)

В 1959 году леворадикальные взгляды Мао приводят к разрыву отношений Китая с Советским Союзом. Мао с самого начала крайне отрицательно относится к либеральной политике Хрущёва и, в особенности, к его тезисам о мирном сосуществовании двух систем. Во время «Большого скачка» эта неприязнь выливается в открытую конфронтацию. СССР отзывает из Китая всех специалистов, помогавших поднимать экономику страны, и прекращает финансовую помощь. Мао внушал китайцам, что досоветская (до 1917 года) и советская Россия после 1956—1961 годов — это империализм, а императорский Китай и Цинская империя — это не империализм.
Внутриполитическая ситуация в Китае также существенно меняется. После катастрофического провала «Большого скачка» многие руководители как высшего, так и локального уровня начинают отказывать Мао в поддержке. Инспекционные поездки по стране Дэн Сяопина и Лю Шаоци (сменившего в 1959 году Мао Цзэдуна на посту главы государства) выявляют чудовищные последствия проводимой политики, вследствие чего большая часть членов ЦК более или менее открыто переходит на сторону «либералов». Раздаются завуалированные требования отставки председателя КПК. Вследствие этого Мао Цзэдун частично признаёт провал «Большого скачка» и даже намекает на свою вину в этом. Сохраняя авторитет, он перестаёт на время активно вмешиваться в дела руководства страны, наблюдая со стороны, как Дэн и Лю проводят реалистичную политику, в корне расходящуюся с его собственными воззрениями — распускают коммуны, допускают частное землевладение и элементы свободной торговли на селе, существенно ослабляют хватку цензуры.
Одновременно левое крыло партии усиленно укрепляет свои позиции, действуя преимущественно из Шанхая. Так, новый министр обороны Линь Бяо занимается активным насаждением культа личности Мао, особенно в подвластной ему «Народно-освободительной армии» (см. ниже). Впервые в политику — поначалу политику культуры — стала вмешиваться Цзян Цин, последняя жена Мао. Она резко атакует демократически настроенных писателей и поэтов Китая, а также авторов «буржуазной» литературы, пишущих без подтекста классовой борьбы. В 1965 году в Шанхае от лица леворадикального журналиста Яо Вэньюаня публикуется статья, в которой подвергается уничтожающей критике драма известного историка и писателя, заместителя мэра Пекина У Ханя «Разжалование Хай Жуя» (кит. 海瑞罢官), которая в иносказательной форме, на примере из древности, иллюстрировала царящие в Китае коррупцию, произвол, ханжество и несвободу. Несмотря на старания либерального блока, дискуссия вокруг этой драмы становится прецедентом для начала больших изменений в сфере культуры, а вскоре — и Культурной Революции. Предполагается что образ Хай Жуя иносказательно выражает не что иное как защиту Пэн Дэхуая, разжалованного за свою искреннюю критику политики Председателя.

### Культурная революция

«Слава КПК и КНР!». Плакат 1970-х годов

Несмотря на высокие темпы развития китайской экономики после отказа от политики «Трёх красных знамён», Мао не собирается мириться с либеральной тенденцией развития народного хозяйства. Он также не готов предать забвению идеалы перманентной революции, допустить «буржуазные ценности» (преобладание экономики над идеологией) в жизнь китайцев. Тем не менее он вынужден констатировать, что основная масса руководящих кадров не разделяет его мировоззрение. Даже созданный «Комитет по культурной революции» предпочитает поначалу не применять жёсткие меры против критиков режима. При таком раскладе Мао решается провести новую глобальную пертурбацию, которая должна была вернуть общество в лоно революции и «истинного социализма». Кроме левых радикалов — Чэнь Бода, Цзян Цин и Линь Бяо, союзником Мао Цзэдуна в этом предприятии должна была стать прежде всего китайская молодёжь.
Произведя в июле 1966 году заплыв по реке Янцзы и доказав тем самым свою «боеспособность», Мао возвращается к лидерству, прибывает в Пекин и производит мощную атаку на либеральное крыло партии, главным образом на Лю Шаоци. Чуть позже ЦК по указке Мао утверждает документ «Шестнадцать пунктов», ставший практически программой «Великой пролетарской культурной революции». Началом её служат нападки на руководство Пекинского университета лекторши Не Юаньцзы. Вслед за этим студенты и ученики средних школ, в стремлении противостоять консервативным и нередко коррумпированным учителям и профессуре, воодушевившись революционными настроениями и культом «Великого кормчего — председателя Мао», начинают организовываться в отряды «хунвэйбинов» — «красных охранников» (можно также перевести как «красногвардейцев»). В прессе стартует кампания против либеральной интеллигенции. Не выдержав травли, некоторые её представители, а также партийные руководители совершают самоубийства.
5 августа Мао Цзэдун опубликовал свою дацзыбао под названием «Огонь по штабам», в которой обвинял «некоторых руководящих товарищей в центре и на местах» в том, что они «осуществляли диктатуру буржуазии и пытались подавить бурное движение великой пролетарской культурной революции». Эта дацзыбао, по сути дела, призывала к разгрому центральных и местных партийных органов, объявленных буржуазными штабами.

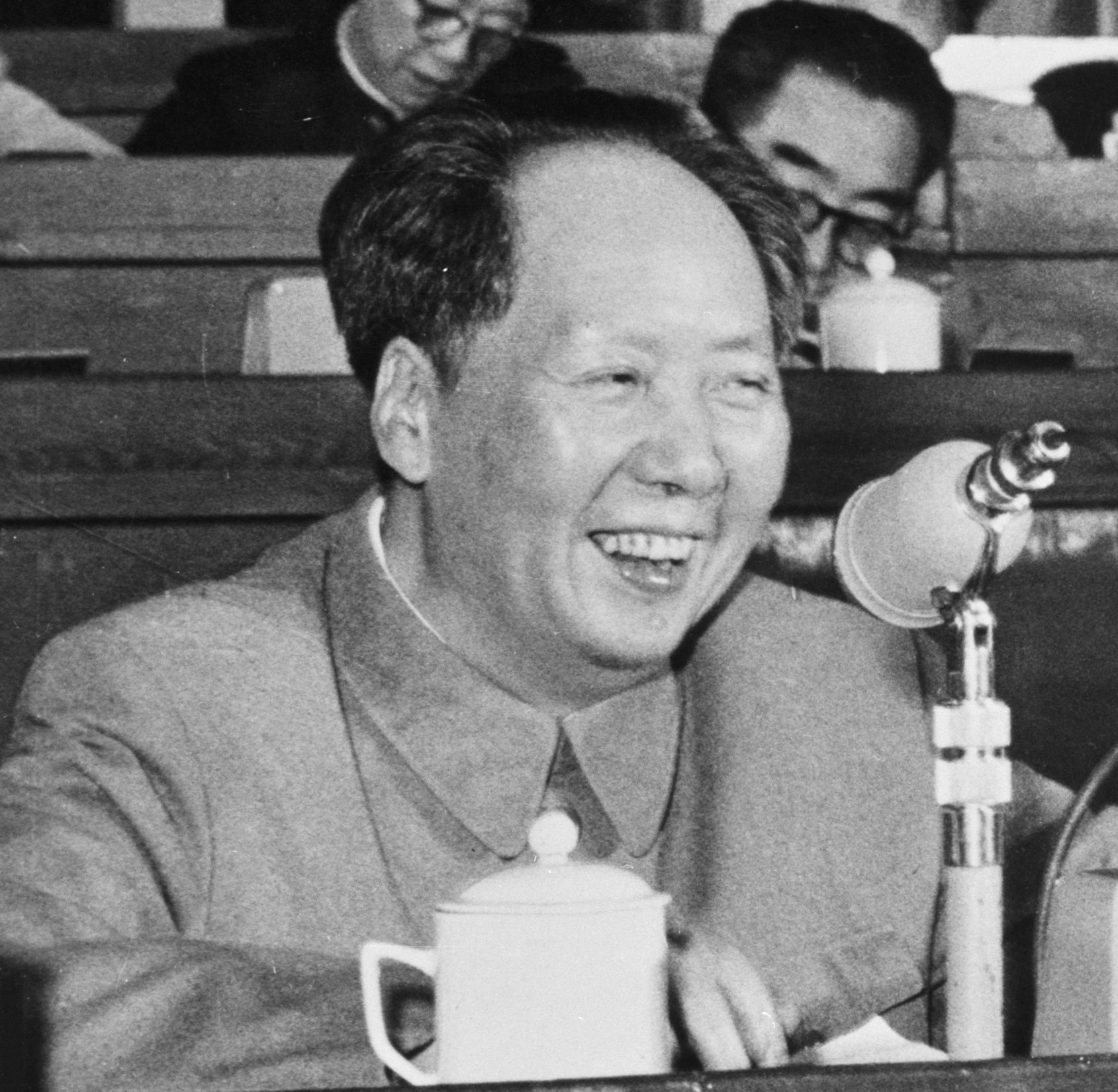
Мао Цзэдун в 1969 году

При логистической поддержке Народной Армии (Линь Бяо) движение хунвэйбинов приобрело глобальный характер. По всей стране проводятся массовые судилища руководящих работников, профессоров, во время которых они подвергаются всяческим унижениям, нередко избиваются. На миллионном митинге в августе 1966 года Мао высказывает полную поддержку и одобрение действиям хунвэйбинов, из которых последовательно создаётся армия революционного левого террора. Наряду с официальными репрессиями партийных руководителей, всё чаще происходят жестокие расправы хунвэйбинов. В числе прочих представителей интеллигенции, подвергся зверским пыткам и покончил жизнь самоубийством известнейший китайский писатель Лао Шэ.
Террор захватывает все области жизни, классы и регионы страны. Не только известные личности, но и простые граждане подвергаются ограблениям, избиениям, пыткам и даже физическому уничтожению, часто под самым ничтожным предлогом. Хунвэйбинами уничтожаются бесчисленные произведения искусства, сжигаются миллионы книг, тысячи монастырей, храмов, библиотек. Вскоре, помимо хунвэйбинов, организовываются отряды революционной рабочей молодёжи — «цзаофани» («бунтари»), причём оба движения дробятся на враждующие группировки, ведущие подчас кровопролитную борьбу между собой. Когда террор достигает своего пика и жизнь во многих городах замирает, против беспорядков решаются выступить региональные руководители и НОА. Стычки военных с хунвэйбинами, а также внутренние столкновения между революционной молодёжью поставили Китай под угрозу гражданской войны. Осознав меру воцарившегося хаоса, Мао решает прекратить революционный террор. Миллионы хунвэйбинов и цзаофаней, наряду с партийными работниками, попросту высылаются в деревни. Главное действие культурной революции закончилось, Китай образно (и, частично — в буквальном смысле) лежит в руинах.
IX съезд КПК, который проходил в Пекине с 1 по 24 апреля 1969 года, одобрил первые итоги «культурной революции». В отчётном докладе одного из ближайших соратников Мао Цзэдуна маршала Линь Бяо главное место занимали восхваления «великого кормчего», идеи которого именовались «высшим этапом в развитии марксизма-ленинизма». Главным в новом уставе КПК являлось официальное закрепление «идей Мао Цзэдуна» в качестве идеологической основы КПК. В программную часть устава вошло беспрецедентное положение о том, что Линь Бяо является «продолжателем дела товарища Мао Цзэдуна». Вся полнота руководства партией, правительством и армией была сосредоточена в руках Председателя КПК, его заместителя и Постоянного комитета Политбюро ЦК.

### Заключительный этап культурной революции

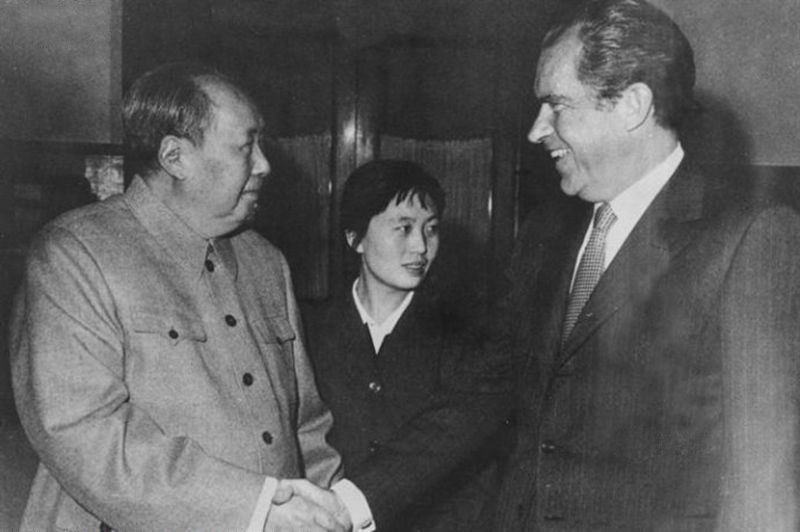
Мао Цзэдун, Чжан Юйфэн и Ричард Никсон. 1972 год

По окончании культурной революции во внешней политике Китая происходит неожиданный поворот. На фоне крайне напряжённых отношений с Советским Союзом (особенно после вооружённого конфликта на острове Даманский) Мао внезапно решается на сближение с Соединёнными Штатами Америки, против чего резко выступал Линь Бяо, считавшийся официальным преемником Мао. После культурной революции власть его резко возросла, что беспокоит Мао Цзэдуна. Попытки Линь Бяо вести самостоятельную политику заставляют председателя окончательно разочароваться в нём, против Линя начинают фабриковать уголовное дело. Узнав об этом, Линь Бяо 13 сентября 1971 года совершает бегство из страны, но его самолёт терпит крушение при невыясненных обстоятельствах над аймаком Хэнтий в МНР. Уже в 1972 году Китай посещает президент Никсон.

### Последние годы Мао
С 1971 года Мао сильно болел и нечасто выходил на люди.
После гибели Линь Бяо за спиной стареющего Председателя проходит внутрифракционная борьба в КПК. Друг другу противостоят группировка «левых радикалов» (во главе с лидерами культурной революции, так называемой «бандой четырёх» — Цзян Цин, Ван Хунвэнь, Чжан Чуньцяо и Яо Вэньюань) и группировка «прагматиков» (во главе с умеренным Чжоу Эньлаем и реабилитированным Дэн Сяопином). Мао Цзэдун старается поддерживать равновесие власти между двумя фракциями, допуская, с одной стороны, некоторые послабления в области экономики, но и поддерживая, с другой стороны, массовые кампании ультралевых, например, «Критику Конфуция и Линь Бяо». Новым преемником Мао стал считаться Хуа Гофэн, принадлежащий к умеренным левым. Незадолго до смерти, Мао сказал ему: «Если дело в Ваших руках — я спокоен», хотя впоследствии противники Хуа оспаривали, что Мао давал тому такое напутствие.
Борьба между двумя фракциями обостряется в 1976 году после смерти Чжоу Эньлая. Его поминки вылились в массовые народные демонстрации, на которых люди выражают почтение покойному и протестуют против политики левых радикалов. Беспорядки жестоко подавляются, Чжоу Эньлай посмертно клеймится как «каппутист» (то есть сторонник капиталистического пути — ярлык, использовавшийся во время культурной революции), а Дэн Сяопин отправляется в ссылку. К тому времени Мао уже серьёзно болен болезнью Паркинсона и не в состоянии активно вмешиваться в политику.
После двух тяжёлых инфарктов 9 сентября 1976 года в 00:10 по пекинскому времени на 83-м году жизни Мао Цзэдун скончался. На похороны «Великого кормчего» пришло более миллиона человек. Тело покойного подверглось бальзамированию по разработанной китайскими учёными методике и выставлено для обозрения год спустя после смерти в мавзолее, сооружённом на площади Тяньаньмэнь по распоряжению Хуа Гофэна. К началу 2007 года усыпальницу Мао посетило около 158 млн человек.

## Творчество
Помимо политической прозы, в литературное наследие Мао Цзэдуна входит ряд поэтических произведений, написанных в стиле древних китайских стихотворений, так называемых «цзюти шицы» (кит. упр. 旧体诗词). Вышедшее в 1996 году в Пекине «Собрание стихотворений Мао Цзэдуна» содержало 67 стихотворений, созданных Мао Цзэдуном с 1915 по 1966 год. Из них 39 были опубликованы при его жизни. Стихотворения Мао до сих пор пользуются популярностью в Китае и за рубежом. К самым известным из них относятся: Чанша (长沙, 1925), Великий поход (长征, 1935), Снег (雪, 1936), Ответ Ли Шу-и (答李淑一, 1957) и Ода к цветкам сливы (咏梅, 1961). Известно также его стихотворение Плавание (水调歌头·游泳), написанное в 1956 году после первого заплыва Мао через реку Янцзы, к 1966 году он пересёк её 42 раза. В 1967—1968 годах в КНР была выпущена серия почтовых марок, на 10 из которых факсимильно воспроизведены автографы стихотворений Мао Цзэдуна (Sc #967—972,975—977,979).

## Культ личности
Культ личности Мао Цзэдуна зарождается ещё во время Яньаньского периода в начале сороковых годов. Уже тогда на занятиях по изучению теории коммунизма используются главным образом труды Мао. В 1943 году начинают выходить газеты с портретом Мао на передовице, а вскоре «идеи Мао Цзэдуна» становятся официальной программой КПК. После победы коммунистов в гражданской войне плакаты, портреты, а позже и статуи Мао появляются на площадях городов, в кабинетах и даже в квартирах граждан. Однако до гротескных размеров культ Мао был доведён Линь Бяо в середине 1960-х годов. Тогда был впервые опубликован цитатник Мао — «Красная книжечка», ставшая впоследствии Библией культурной революции. В пропагандистских сочинениях, как, например, в «Дневнике Лэй Фэна», громких лозунгах и пламенных речах культ «вождя» форсировался до абсурда. Толпы молодых людей доводят себя до истерии, выкрикивая здравицы «красному солнцу наших сердец» — «мудрейшему председателю Мао». Мао Цзэдун становится фигурой, на которой в Китае сосредотачивается практически всё.

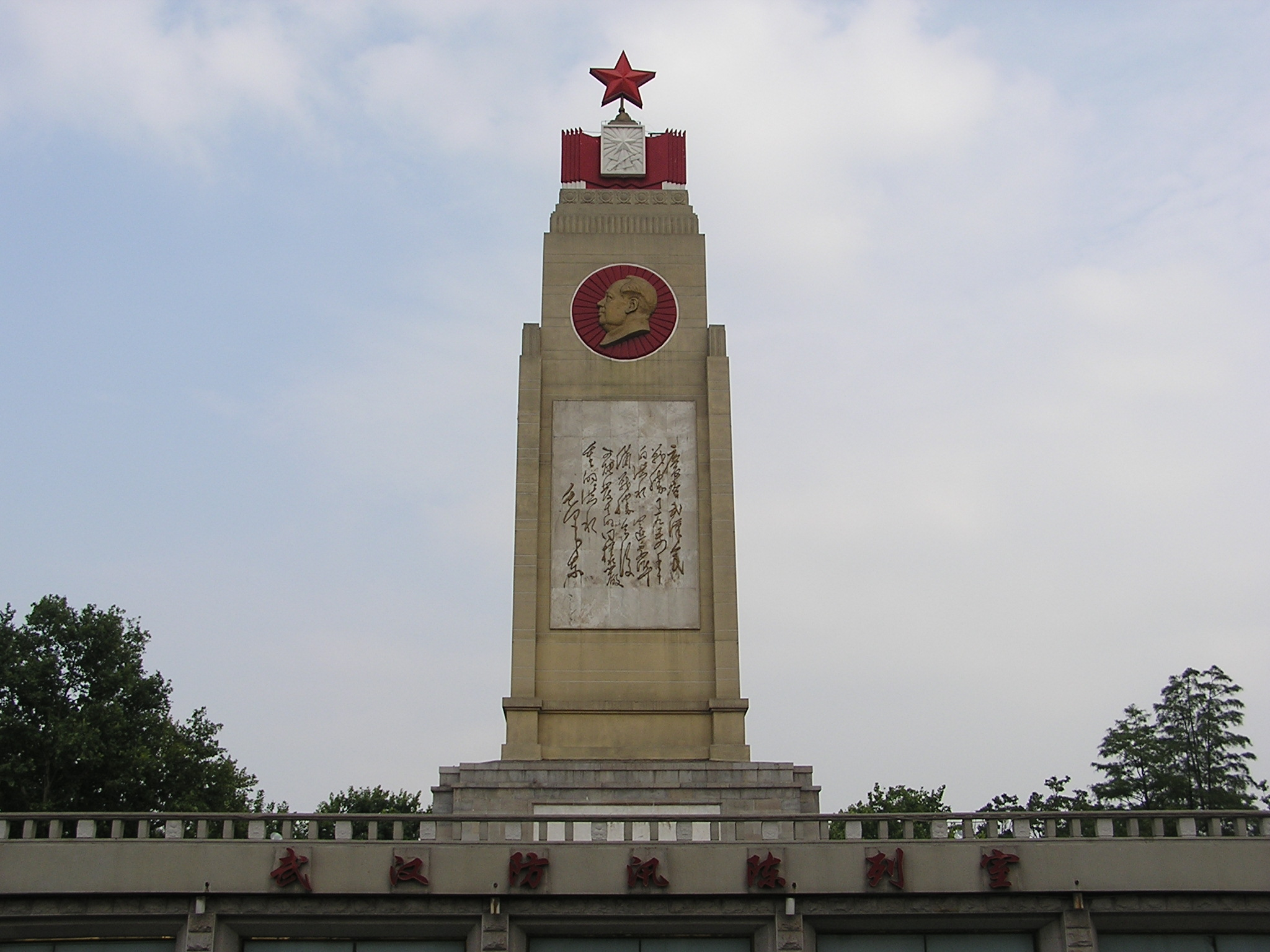
Монумент с обращением Мао к уханьцам (в честь их победы над наводнением 1954 года) и его стихотворением «Плавание»

В годы культурной революции в стране царствовал настоящий психоз: хунвэйбины избивали велосипедистов, осмелившихся появиться без изображения Мао Цзэдуна; пассажиры автобусов и поездов должны были хором повторять выдержки из сборника изречений (цитатника) Мао; классические и современные произведения уничтожались; книги сжигались, чтобы китайцы могли читать только одного автора — «великого кормчего» Мао Цзэдуна, издававшегося в десятках миллионов экземпляров. О насаждении культа личности свидетельствует следующий факт: хунвейбины в своём манифесте писали:

Мы — красные охранники Председателя Мао, мы заставляем страну корчиться в судорогах. Мы рвём и уничтожаем календари, драгоценные вазы, пластинки из США и Англии, амулеты, старинные рисунки и возвышаем над всем этим портрет Председателя Мао.

После разгрома «Банды четырёх» ажиотаж вокруг Мао значительно утихает. Он до сих пор является «галеонной фигурой» китайского коммунизма, его до сих пор чествуют, в городах всё ещё стоят памятники Мао, его изображение украшает китайские банкноты, значки и наклейки. Более того — некоторые памятники Мао были поставлены уже после его смерти. Однако нынешний культ Мао среди рядовых граждан, особенно молодёжи, следует скорее отнести к проявлениям современной поп-культуры, а не сознательному преклонению перед мышлением и деяниями этого человека.
Фактически Мао Цзэдун превратился в современном Китае в коммерческий бренд. В КНР ежегодно продают десятки миллионов сувениров с изображением Мао, которые в значительной части экспортируются за рубеж. Особое значение данный бренд имеет для внешней политики Китая: хотя во внутренней политике от большинства идей Мао китайцы давно отошли, в других странах они по-прежнему оказывают поддержку маоистским группам, используя их деятельность как инструмент своей политики.

## Значение и наследие Мао
Председатель Постоянного комитета ВСНП Е Цзяньин в 1979 году охарактеризовал время правления Мао Цзэдуна как «феодально-фашистскую диктатуру». Позже была дана другая оценка.

Товарищ Мао Цзэдун — великий марксист, великий пролетарский революционер, стратег и теоретик. Если рассматривать его жизнь и деятельность в целом, то заслуги его перед китайской революцией в значительной степени преобладают над промахами, несмотря на серьёзные ошибки, допущенные им в «культурной революции». Его заслуги занимают главное, а ошибки — второстепенное место.
— Руководители КПК, 1981 год
Мао оставил своим преемникам страну в глубоком, всеобъемлющем кризисе. После «Большого скачка» и культурной революции экономика Китая стагнировала, интеллектуальная и культурная жизнь были разгромлены левыми радикалами, политическая культура отсутствовала вовсе, ввиду чрезмерной общественной политизации и идеологического хаоса. Особенно тяжким наследием режима Мао следует считать искалеченные судьбы десятков миллионов людей во всем Китае, пострадавших от бессмысленных и жестоких кампаний. Подсчёты количества жертв маоистского режима сильно разнятся. Только в ходе культурной революции погибло, по разным данным, от полумиллиона до 20 миллионов человек, ещё 100 миллионов так или иначе пострадали в её ходе. Количество жертв «Большого скачка» было ещё большим, но ввиду того что большая часть из них приходилась на сельское население, неизвестно даже приблизительное число, характеризующее масштаб катастрофы.
С другой стороны, нельзя не признать, что Мао, получив в 1949 году малоразвитую, погрязшую в коррупции, анархии и общей разрухе аграрную страну, за малые сроки сделал из неё достаточно мощную, независимую державу, обладающую атомным оружием. В годы его правления процент неграмотности снизился с 80 % до 7 %, продолжительность жизни увеличилась в 2 раза, население выросло более чем в 2 раза, индустриальная продукция — более чем в 10 раз. Ему удалось объединить Китай, а также включить в него Внутреннюю Монголию, Тибет и Восточный Туркестан.
Идеология маоизма также оказала большое влияние на развитие левых, в том числе террористических движений во многих странах мира — Красных Кхмеров в Камбодже, Сияющего Пути в Перу, революционное движение в Непале, коммунистических движений в США и Европе. Между тем, сам Китай после смерти Мао в своей экономике далеко отошёл от идей Мао Цзэдуна, сохранив коммунистическую идеологию. Реформы, начатые Дэн Сяопином в 1979 году и продолженные его последователями, де-факто сделали экономику Китая капиталистической, с соответствующими последствиями для внутренней и внешней политики. В самом Китае персона Мао оценивается крайне неоднозначно. С одной стороны, часть населения видит в нём героя Гражданской Войны, сильного правителя, харизматичную личность. Некоторые китайцы старшего возраста ностальгируют по уверенности в завтрашнем дне, равенству и отсутствию коррупции, существовавшим, по их мнению, в эпоху Мао. С другой стороны, многие люди не могут простить Мао жестокости и ошибок его массовых кампаний, особенно культурной революции. Сегодня в Китае разрешено открыто высказываться о роли Мао в современной истории страны, допускаются рассуждения о негативных аспектах его правления, однако слишком резкая критика не приветствуется и пресекается. В КНР официальной формулой оценки его деятельности остаётся мнение, данное самим Мао как характеристика деятельности Сталина (как ответ на разоблачения в тайном докладе Хрущёва): 70 % побед и 30 % ошибок. Тем самым КПК добивается признания своей власти в условиях, когда буржуазная экономика в КНР сочетается с коммунистической идеологией.
Мао Цзэдун был мастером каллиграфии, сохранилось множество записанных его рукой стихотворений поэтов Древнего Китая. В 2010 году в КНР была выпущена книга, трёхтомник с 500 рукописными работами Мао Цзэдуна, из них 98 — стихотворения древнекитайских поэтов.
В современном китайском языке есть немало (около полутора десятков по данным словаря «Синьхуа чэнъюй цыдянь») чэнъюев, берущих начало в произведениях Мао Цзэдуна. Например, происходящий из опубликованной в 1937 году статьи Мао Цзэдуна «Относительно практики» (кит. упр. 实践论) восьмисложный чэнъюй «вода без источника, дерево без корня» (кит. упр. 无源之水，无本之木), который образно обозначает нечто безосновательное, лишённое фундамента.
Мао изображён на почтовых марках Китая, Албании, ГДР, КНДР — 4 марки, почтовый блок и малый лист ко столетию со дня рождения (Sc #3283—3288). Широкую и скандальную известность получил фотоколлаж «Мэрилин в образе Мао» (англ. Marilyn as Mao, или «Мэрилин/Мао» (англ. Marilyn/Mao), созданный американским фотографом Филиппом Халсманом в 1952 году, превратившийся в художественный образ, использованный многими известными деятелями изобразительного искусства, среди которых Сальвадор Дали, китайские художники Юй Юхань и Хуа Дзиминь.

## Родственные связи
Родители:
- Вэнь Цимэй (文七妹, 1867—1919), мать.

Семья Мао Цзэдуна

- Мао Шуньшэн (иногда Мао Ичан) (毛顺生, 1870—1920), отец.

Братья и сёстры
- Мао Цзэминь (毛泽民, 1896—1943), младший брат.
  - Мао Юаньсинь (кит. 毛远新; род. 1941), сын Мао Цзэминь, племянник Мао Цзедуна
- Мао Цзэтань (毛泽覃, 1905—1935), младший брат.
- Мао Цзэхун, (毛泽红, 1907—1929) младшая сестра.

Три других брата Мао Цзэдуна и одна сестра умерли в раннем возрасте. Мао Цзэминь и Цзэтань погибли в борьбе на стороне коммунистов, Мао Цзэхун была убита гоминьдановцами.
Жёны

Портрет Мао на вратах Небесного спокойствия в Пекине

- Ло Исю (罗一秀, 1889—1910), формально супруга с 1907, навязанный брак, не признанный Мао.
- Ян Кайхуэй (杨开慧, 1901—1930), супруга с 1921 по 1927.
- Хэ Цзычжэнь (贺子珍, 1910—1984), супруга с 1928 по 1939
- Цзян Цин (江青, 1914—1991), супруга с 1938 по 1976.

Дети
от Ян Кайхуэй
- Аньин (毛岸英, 1922—1950)
- Аньцин[англ.] (毛岸青, 1923—2007)
- Аньлун (毛岸龙, 1927—1931)

от Хэ Цзычжэнь
- Сяо Мао (род. 1932, потерян[неопределённость] в 1934)
- Ли Минь (李敏, род. 1936)
- сын (1939—1940)

Двое других детей оставлены в чужих семьях во время гражданской войны в 1929 и 1935. Предпринятые позже многократные попытки поиска ни к чему не привели.
от Цзян Цин
- Ли На (李讷, род. 1940),

также предположительно несколько внебрачных детей.

## Избранные произведения

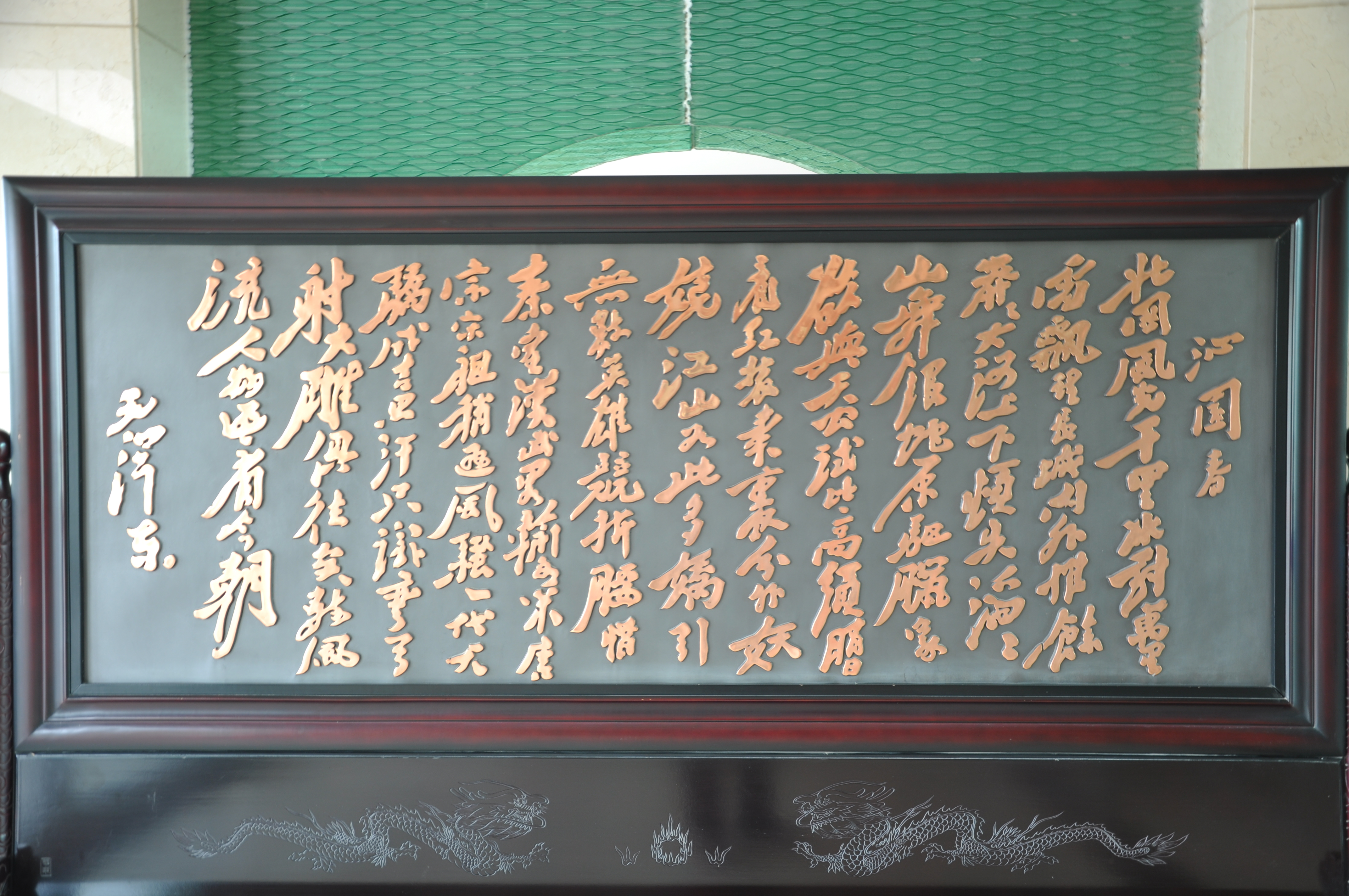
Каллиграфия Мао Цзэдуна: его стихотворение «Снег», уезд Байчэн, Синьцзян-Уйгурский автономный район

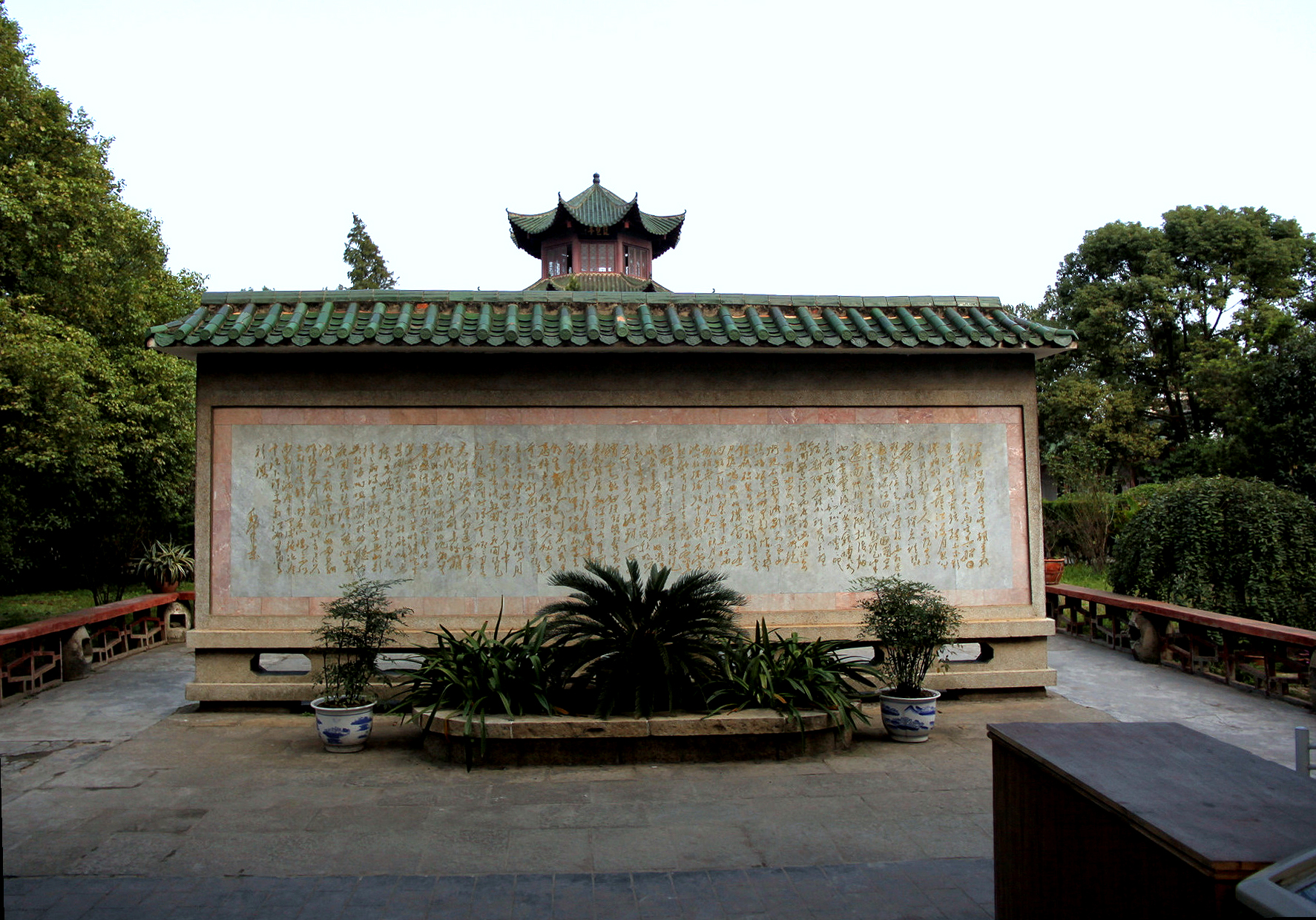
Записанное рукой Мао Цзэдуна стихотворение Бо Цзюйи «Певица (пипа)», павильон Пипа, Цзюцзян, КНР

- Мао Цзэдун. Избранные произведения (в 8-ти томах). — Пекин, 1993-1999. На сегодняшний день это самое полное издание избранных сочинений Мао Цзэдуна, выпущенное на китайском языке.
- Мао Цзэдун. Избранные произведения (в 4 томах). — Москва: Издательство иностранной литературы, 1952—1953
- Мао Цзэдун. Избранные произведения (в 5-ти томах). — Пекин: Издательство литературы на иностранных языках, 1964—1977.
- Выступления Мао Цзэ-дуна, ранее не публиковавшиеся в китайской печати. Выпуск первый: апрель 1950 — июль 1957, Составитель Ю. В. Новгородский, Москва: Издательство «Прогресс», 1975—312 с. — Рассылается по специальному списку
- Выступления Мао Цзэ-дуна, ранее не публиковавшиеся в китайской печати. Выпуск второй: июль 1957 — декабрь 1958, Составитель М. Г. Прядохин, Москва: Издательство «Прогресс», 1975—436 с. — Рассылается по специальному списку
- Выступления Мао Цзэ-дуна, ранее не публиковавшиеся в китайской печати. Выпуск третий: январь 1959 — сентябрь 1961 года, Составители Б. Г. Мудров и Ю. В. Новгородский, Москва: Издательство «Прогресс», 1976—295 с. — Рассылается по специальному списку
- Выступления Мао Цзэ-дуна, ранее не публиковавшиеся в китайской печати. Выпуск четвёртый: январь 1962 — декабрь 1964 года, Составитель Ю. В. Новгородский, Москва: Издательство «Прогресс», 1976—215 с. — Рассылается по специальному списку
- Выступления Мао Цзэ-дуна, ранее не публиковавшиеся в китайской печати. Выпуск пятый: 1964—1967 годы, Составитель Ю. В. Новгородский, Москва: Издательство «Прогресс», 1976—288 с. — Рассылается по специальному списку
- Выступления и статьи Мао Цзэ-дуна разных лет, ранее не публиковавшиеся в китайской печати. Выпуск шестой, Составители В. С. Куликов и Ю. В. Новгородский, Москва: Издательство «Прогресс», 1976—311 с. — Рассылается по специальному списку
- «О практике» (實踐論), 1937
- «Относительно противоречий» (矛盾論), 1937
- «Против либерализма» (反對自由主義), 1937
- «О затяжной войне» (論持久戰), 1938
- «О новой демократии» (新民主主義論), 1940
- «О литературе и искусстве», 1942
- «Служить народу» (為人民服務), 1944
- «Методы работы партийных комитетов», 1949
- «О правильном разрешении противоречий внутри народа» (正确处理人民内部矛盾问题), 1957
- «Довести революцию до конца», 1960
- Мао Цзэдун Восемнадцать стихотворений / Переводы С. Маршака, А. Суркова, Н. Асеева, М. Басманова, Л. Эйдлина, И. Голубева под редакцией Н. Федоренко и Л. Эйдлина ; Предисловие и примечания Н. Федоренко. — Москва: Издательство иностранной литературы, 1957. — 74, [2] с.
- Мао Цзэдун. Облака в снегу. Сборник стихотворений Мао Цзэдуна. Стихотворения в переводах А. Панцова. — М.: Вече. 2010. — 112 с., ил.
- Мао Цзэдун Маленькая красная книжка.

## Художественные и документальные фильмы
- «Великое дело основания государства» (2009)
- «Создание партии» (2011)
- «Основание армии» (2017)
- «Две жизни председателя Мао» — документальный фильм Дениса Трофимова, 2004 год.
- «Мао. Тайны великого кормчего» — документальный фильм Игоря Верещаки, 2007 год.

## Награды
- Камбоджа : Кавалер Большого креста Королевского ордена Камбоджи (1956)[92]